# Чёрная Мария

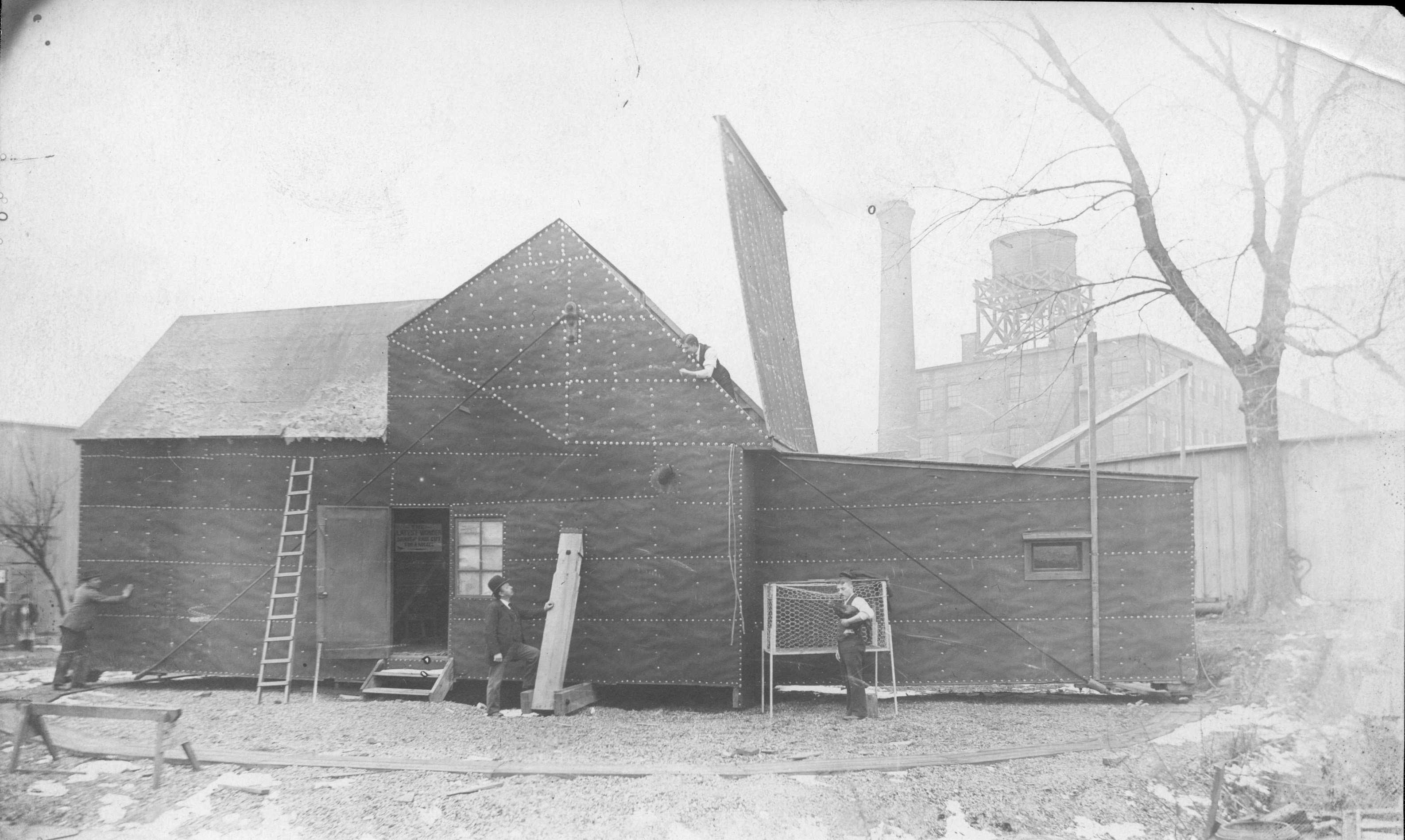
Студия «Чёрная Мария»

Чёрная Мария (англ. Black Maria Studio) — название павильона для киносъёмок, сооружённого около лаборатории Томаса Эдисона в Вест-Орандже, штат Нью-Джерси. Считается первым в мире киносъёмочным павильоном и служит образцом для многочисленных подражаний.

## Историческая справка

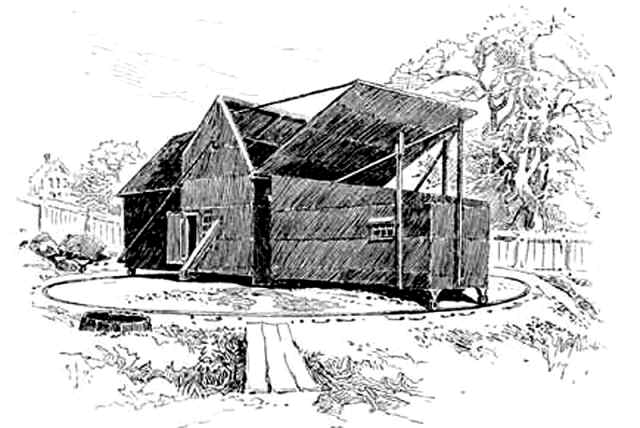
Схема павильона и поворотного круга под ним

Павильон, постройка которого завершилась в 1893 году, предназначался для проведения съёмок кинороликов при помощи кинетографа, сконструированного группой Уильяма Диксона под руководством Эдисона. Строительство, начатое в декабре 1892 года, обошлось в 637 долларов США, которые были вложены в расчёте на будущую прибыль от продажи кинетоскопов и демонстрации отснятых фильмов. Павильон получил своё название из-за внешнего сходства с полицейскими тюремными каретами, которые имели такое же неофициальное прозвище (эквивалент русского выражения «чёрный воронок»).
Название студия получила с лёгкой руки своих сотрудников Диксона и Кэмпбелла из-за тесноты, духоты и стен чёрного цвета. Сам Эдисон в разговорах называл собственное детище «конурой», но это имя не прижилось.
Помещение состояло из двух комнат, одна из которых была сценой, где происходило снимаемое действие, а в другой располагались операторы с кинетографом. Здание было устроено с таким расчётом, чтобы максимально использовать дневной солнечный свет, поскольку электрическим освещением для киносъёмки ещё не пользовались. Во многом «Чёрная Мария» была аналогична распространённым в те годы студиям с остеклёнными крышами для фотосъёмки, но кроме похожего устройства обладала возможностью поворачиваться вокруг вертикальной оси для выбора наиболее выгодного направления освещения. Для этого весь павильон был установлен на платформу с колёсами, опирающимися на кольцевые рельсы (см. рисунок). Толевая крыша помещения была закреплена на шарнирах и поднималась, обеспечивая доступ свету от солнца или небосвода. Внутри павильона были также проложены рельсы, по которым на тележке мог передвигаться кинетограф для съёмки с разных точек. 
Одним из первых кинороликов, отснятых здесь, считается хронофотографический снимок «Чихание Фреда Отта», датированный 1893 годом. Это старейший фильм из хранящихся в Библиотеке Конгресса США. Когда кинематограф начал получать популярность, к «Чёрной Марии» стали стекаться многочисленные претенденты на роли в фильмах Эдисона. Среди них были танцоры, борцы, фокусники и водевильные актёры. Обилие подобной публики, проводившей время в ожидании работы, Эдисон использовал для саморекламы, охотно позируя с ними для газетных фоторепортёров. 
После постройки киностудией Эдисона нового здания со стеклянной крышей в Нью-Йорке, «Чёрная Мария» была закрыта, начиная с января 1901 года. В 1903 году Эдисон решил снести постройку, не приносящую дохода. Здание было вновь построено Службой национальных парков США в 1954 году по сохранившимся чертежам, и сейчас в нём располагается Национальный Музей Эдисона в Вест-Орандже. В 1981 году был учреждён ежегодный кинофестиваль «Чёрная Мария» для начинающих кинематографистов.